# Sjarhej Platonau
Sjarhej Uladsimirawitsch Platonau (belarussisch Сяргей Уладзіміравіч Платонаў; * 12. Dezember 1990) ist ein belarussischer Mittel- und Langstreckenläufer.

## Sportliche Laufbahn
Seinen ersten bedeutenden Erfolg verzeichnete Platonau 2009 bei den Junioreneuropameisterschaften im serbischen Novi Sad, wo er im 10.000-Meter-Lauf in 30:55,92 min die Bronzemedaille errang. Zudem belegte er über 5000 Meter in 14:22,65 min den vierten Platz. 2011 erreichte er bei den Halleneuropameisterschaften in Paris nach 8:09,22 min Rang 13 im 3000-Meter-Lauf und anschließend belegte er bei den U23-Europameisterschaften in Ostrava in 14:26,18 min den achten Platz über 5000 Meter und wurde in 29:34,59 min Zehnter über 10.000 Meter. Bei den Crosslauf-Europameisterschaften 2019 in Lissabon gewann er dann nach 18:01 min die Silbermedaille in der Mixed-Staffel hinter dem Team aus dem Vereinigten Königreich.
In den Jahren von 2012 bis 2014 sowie 2018 wurde Platonau belarussischer Meister im 1500-Meter-Lauf und 2013, 2016 und 2018 siegte er auch über 5000 Meter. In der Halle siegte er 2010 und 2011, von 2013 bis 2015 sowie 2020 und 2021 über 1500 Meter sowie 2010, 2012, 2014 und 2015, 2019 und 2021 auch über 3000 Meter.

## Persönliche Bestleistungen
- 1500 Meter: 3:40,80 min, 28. Juli 2018 in Lapinlahti
  - 1500 Meter (Halle): 3:45,46 min, 20. Februar 2015 in Mahiljou
- 3000 Meter: 8:00,17 min, 22. Mai 2010 in Brest
  - 3000 Meter (Halle): 8:00,81 min, 12. Februar 2011 in Mahiljou
- 5000 Meter: 13:55,55 min, 26. Mai 2012 in Brest
- 10.000 Meter: 29:14,72 min, 13. Mai 2011 in Brest